# アラン・ウォッシュボンド
アラン・M・ウォッシュボンド (Alan M. Washbond、1899年10月14日 - 1965年7月30日) は1930年代に活躍したアメリカのボブスレー選手。ニューヨーク・キーンバレー出身。1936年のガルミッシュ・パルテンキルヘンオリンピックの男子2人乗りで金メダルを獲得した。
キーンバレーにある通り、アラン・ウォッシュボンド・ドライブは彼の名前にちなむ。息子のワイトマンも1948年、56年の冬季五輪にボブスレーで出場している。